# Aristides Batista Ramos
Aristides Batista Ramos (9 de janeiro de 1891 – 22 de fevereiro de 1992) foi um político brasileiro.
Filho de Belisário José de Oliveira Ramos e de Teodora Ribeiro Ramos, irmão de Aristiliano Ramos.
Foi prefeito de Florianópolis, de 19 de janeiro a 2 de maio de 1935.